# Prefectura Aomori
Prefectura Aomori (青森県 Aomori-ken?) este o prefectură în Japonia. Centrul administrativ este orașul Aomori.

## Geografie

Harta prefecturii Aomori

### Municipii
Prefectura cuprinde 10 localități cu statut de municipiu (市):
| - Aomori (centrul prefectural) - Goshogawara - Hachinohe - Hirakawa - Hirosaki | - Kuroishi - Misawa - Mutsu - Towada - Tsugaru |

## Legături externe
Materiale media legate de prefectura Aomori la Wikimedia Commons
1. ↑   (PDF), Geospatial Information Authority of Japan[*], p. 11 https://www.gsi.go.jp/KOKUJYOHO/MENCHO/backnumber/GSI-menseki20210101.pdf Lipsește sau este vid: |title= (ajutor)